# Pukkisaari (ö i Päijänne-Tavastland, Lahtis, lat 61,29, long 26,34)
Pukkisaari är en ö i Finland. Den ligger i sjön Korpijärvi och i kommunen Heinola i den ekonomiska regionen  Lahtis ekonomiska region  och landskapet Päijänne-Tavastland, i den södra delen av landet, 150 km nordost om huvudstaden Helsingfors. Öns area är 1,3 hektar och dess största längd är 180 meter i nord-sydlig riktning.